# Disney Cruise Line
Disney Cruise Line és una línia de creuers operada per Walt Disney Parks, Experiences and Products i propietat de The Walt Disney Company, amb seu a Celebration, Florida. El negoci és gestionat per Jeff Vahle, (president de Walt Disney Signatures).

## Descripció general
Disney Cruise Line fou dissenyat per Walt Disney Imagineering, un departament artístic de Disney, i operava en els seus inicis amb dos vaixells; el Disney Magic i el Disney Wonder, a més d'una petita illa privada a Bahames anomenada “Castaway Cay”, amb un exclusiu port d'escala per als bucs de Disney.
El Disney Magic va iniciar les seves operacions el 30 de juliol de 1998. El Disney Wonder va començar a funcionar el 15 d'agost de 1999. Els bucs disposen cadascun de 875 cabines i són pràcticament idèntics en el seu disseny; encara que tenen algunes variacions en els restaurants i àrees d'esbarjo. Tots dos contenen àrees destinades exclusivament per a cada franja d'edat, inclosos nens, pre-adolescents, adolescents i adults. En només 2 anys del seu 1º viatge, van donar la benvinguda al seu passatger 1 milió.
A finals de 2013 el vaixell va ser remodelat a les drassanes de Navantia a Cadis, on se li van instal·lar nous tobogans i es van remodelar moltes de les seves sales.
Actualment la companyia opera també 2 altres vaixells més grans, el Disney Dream i el Disney Fantasy.

## Itineraris

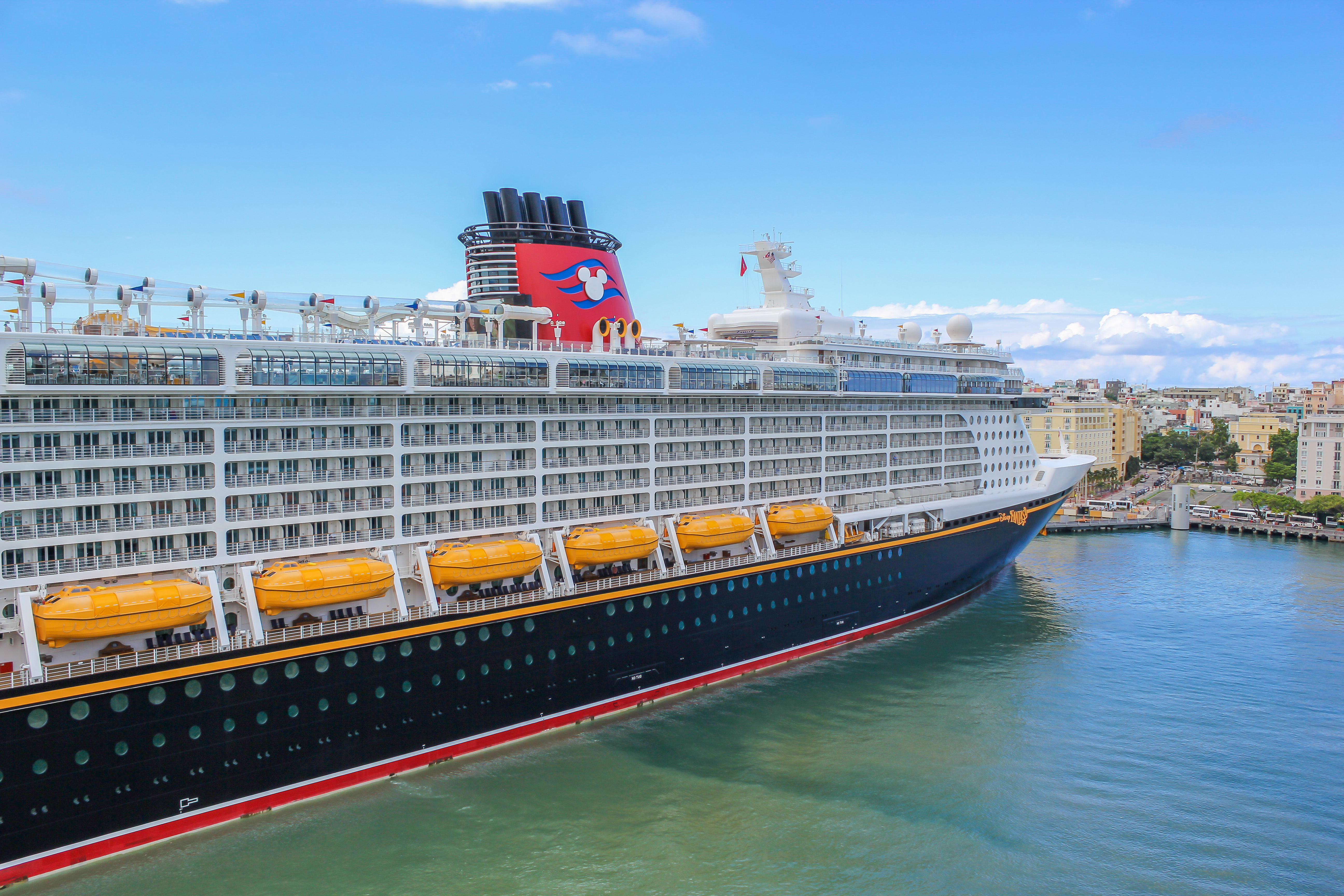
El Disney Fantasy ancorat al Viejo San Juan, Puerto Rico

Actualment els itineraris són: Alaska i la costa Pacífic-Americana, Illes Bahames, Puerto Rico i les Antilles Menors en el mar Carib, “Castaway Cay” de Disney (Illa propietat de la companyia), Europa, Riviera Mexicana, Canal de Panamà i Transatlàntic.És una de les empreses de creuers que té menys vaixells seguida de la Cunard Line que compta amb 3 vaixells (Queen Mary 2, Queen Victoria i el Queen Elizabeth).

## Itineraris excepcionals
Els itineraris excepcionals, van començar per diversos motius i alguns s'han mantingut. Durant l'estiu de 2005, el Disney Magic va oferir diversos creuers amb sortida des de Los Angeles i arribada a Florida, passant per diversos ports Internacionals i solcant el Canal de Panamà. Amb aquest Itinerari es va festejar el 50º aniversari de Disneyland.

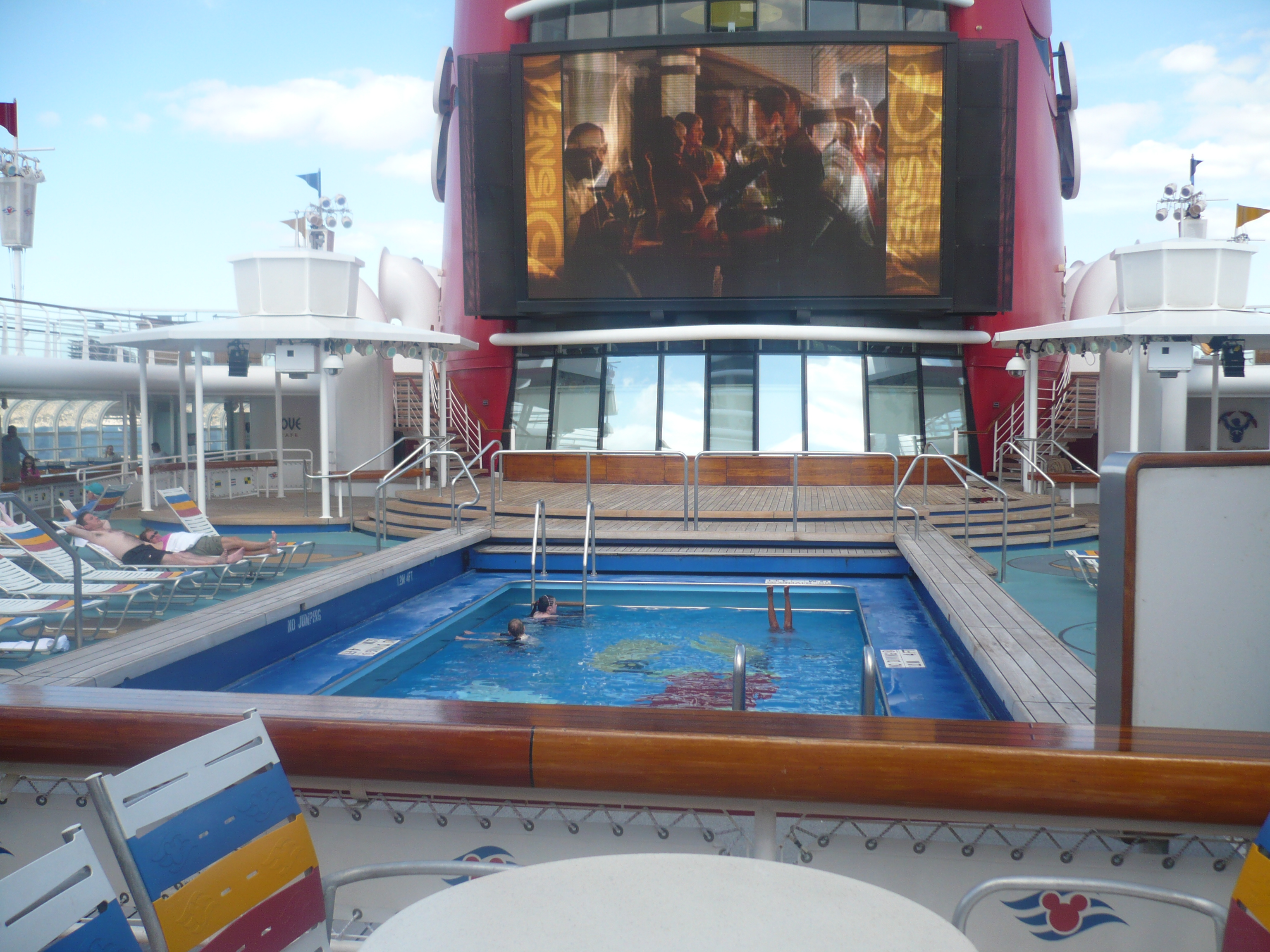
Piscina familiar del Disney Magic amb una pantalla gegant.

El 2007, el Disney Magic va oferir dos creuers d'11 dies pel Mediterrani, salpant del port català de Barcelona.

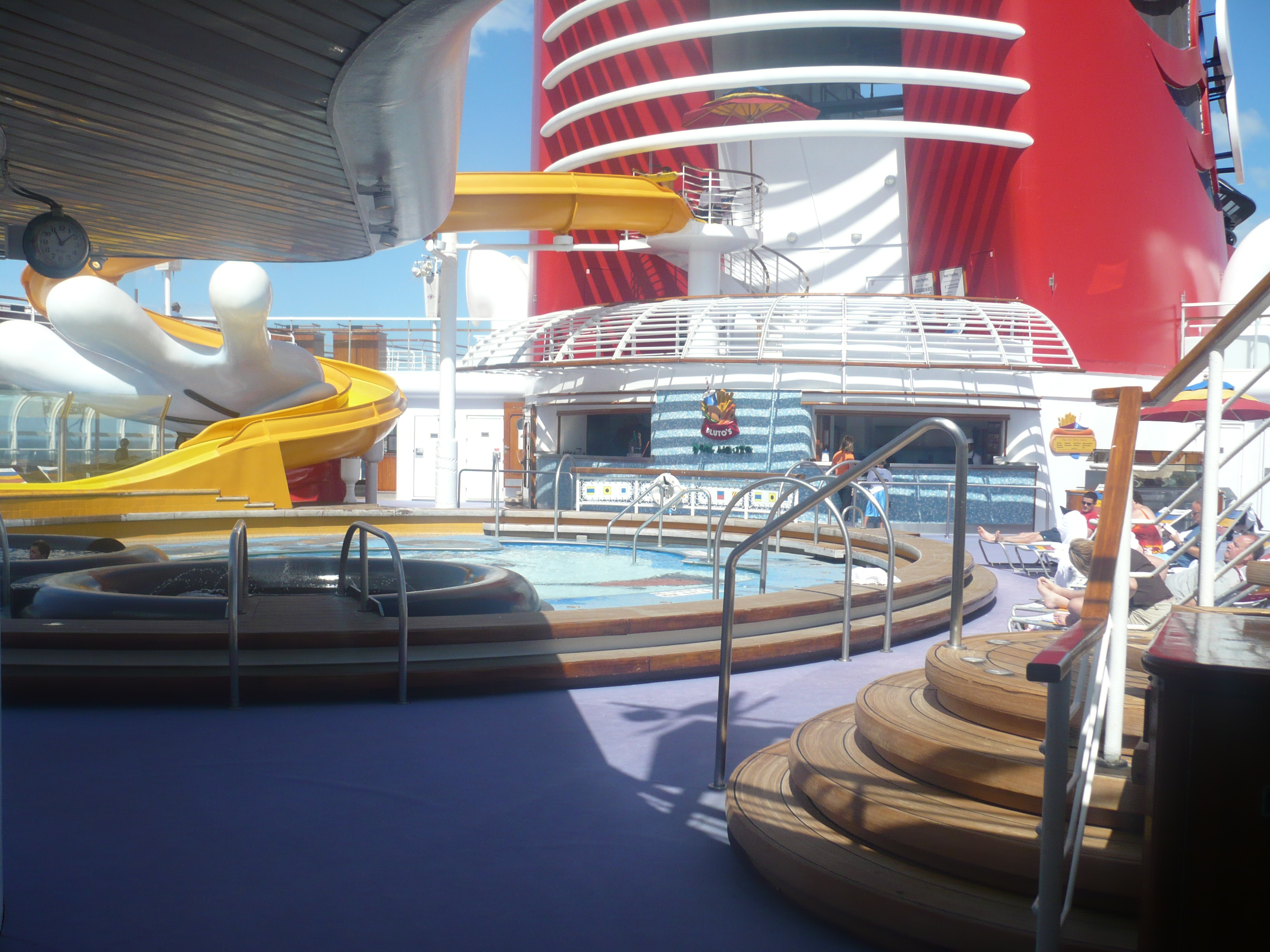
Piscina en el disney Magic amb una mà gegant de Mickey Mouse.

El 2008, el Disney Magic va oferir una ruta pel Pacífic des de Los Angeles als ports d’Ensenada, Cap San Lucas, Mazatlán i Port Vallarta.
El 2010, el Disney Magic va tornar a Europa amb nous creuers pel Mediterrani i per primera vegada va solcar l'Atlántic Nord amb parades inèdites com Copenhaguen, Estocolm, Hèlsinki, Tallin i Sant Petersburg.
El 2011, començà una ruta en aigües nord-americanes i canadenques, Califòrnia - Alaska.

## Els bucs
La Disney Cruise Line compta amb quatre bucs diferents, tots ells tematitzats: el Disney Magic, el Disney Wonder, el Disney Dream, el Disney Fantasy, i el Disney Wish i el Disney Treasure